# 耿精忠
耿精忠（?—1682年），自稱南公，清朝靖南王，三藩之乱主要参与者之一。

## 生平

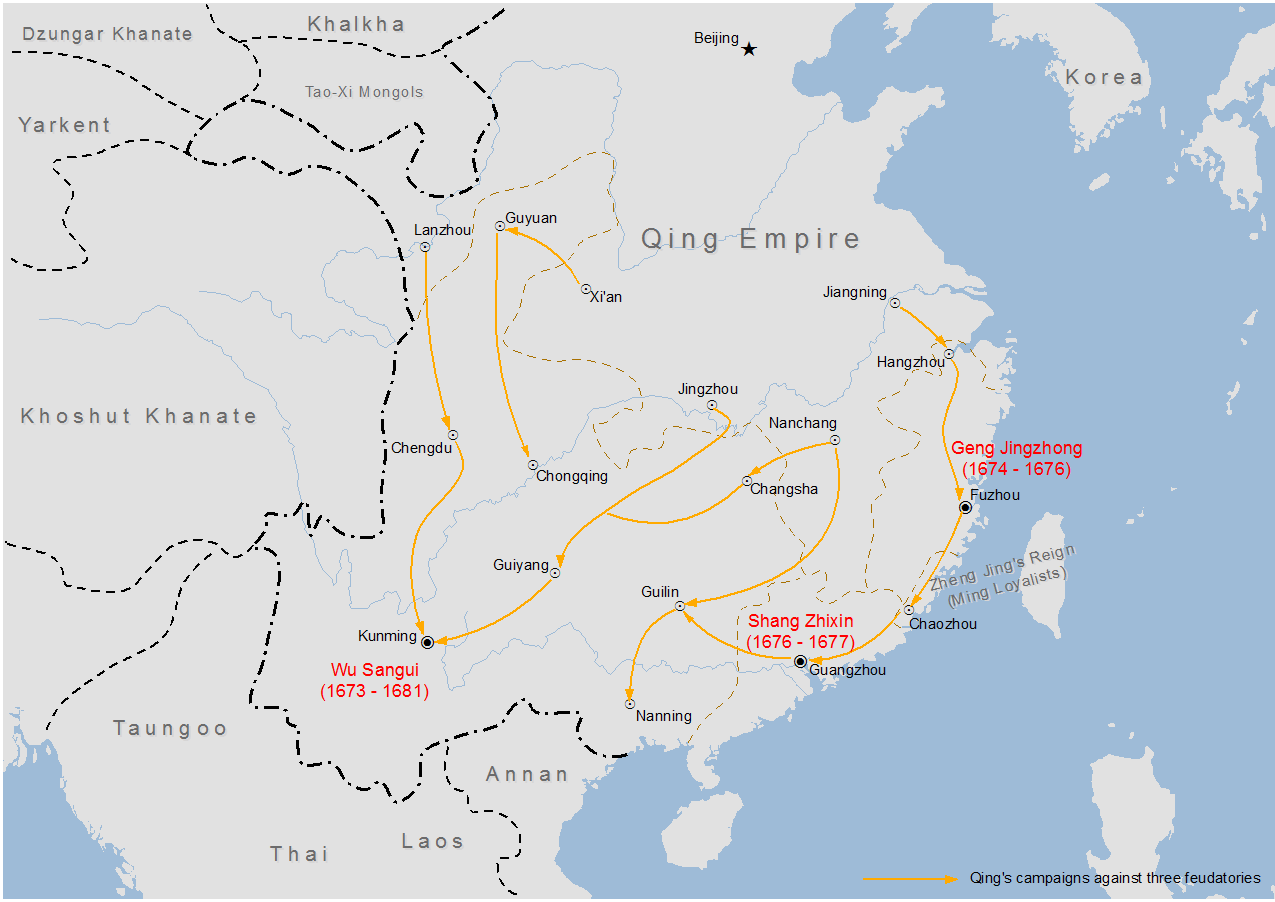
三藩之乱时期耿精忠控制区

耿精忠為耿仲明之孫、耿繼茂的長子。耿家先世為山東人，被遷至遼東蓋州衛。耿仲明先為毛文龙轄下參將，毛文龍為袁崇煥所殺後轉投孫元化，孫元化為明廷所殺後，轉降努爾哈赤，順治初隨多爾袞入關，于1649年封靖南王。耿仲明死後，子耿繼茂襲爵，于1660年移镇福建。顺治年间，耿继茂派耿精忠到皇宫担任侍卫，清世祖封耿精忠为一等精奇尼哈番。耿精忠娶肃亲王豪格第七女，被封为和硕额驸。康熙十年（1671年），耿繼茂去世，耿精忠继承“靖南王”爵位。
耿精忠與肅親王豪格之第七女郡主成婚，封和碩額駙。繼位後，左右由於讖緯有「天子分身火耳」之謠，耿精忠便勸令部署將士以待變。1673年，聞尚可喜將撤藩歸遼東，耿精忠與吳三桂為試探朝廷態度亦具疏請撤，康熙帝允許。吳三桂起兵時，邀耿精忠共同起事，於是耿精忠在1674年自稱“總統兵馬大將軍”，蓄髮易冠服，於福州虜殺福建總督范承謨（范文程之子）及幕僚50餘人，與吳三桂合兵入江西，並且邀台灣鄭經由海道取沿海郡縣為聲援，一時兵勢甚盛。
耿精忠叛亂時，康熙命康親王傑書、將軍賴塔分由浙江、衢州討之。鄭經以耿精忠未遵守約定，逕取漳州、泉州二州，納其降將。耿精忠見大勢已去，于1676年降清。1680年鄭經敗回臺灣，耿精忠請入覲，康熙令三法司按治囚禁。1681年雲南平定後，次年耿精忠被磔於市，范承謨子范時崇分割其肉祭墓。這也應驗了「天子分身火耳」之謠：清皇帝磔殺（以刀分肉之刑）耿精忠。

## 年号和钱号

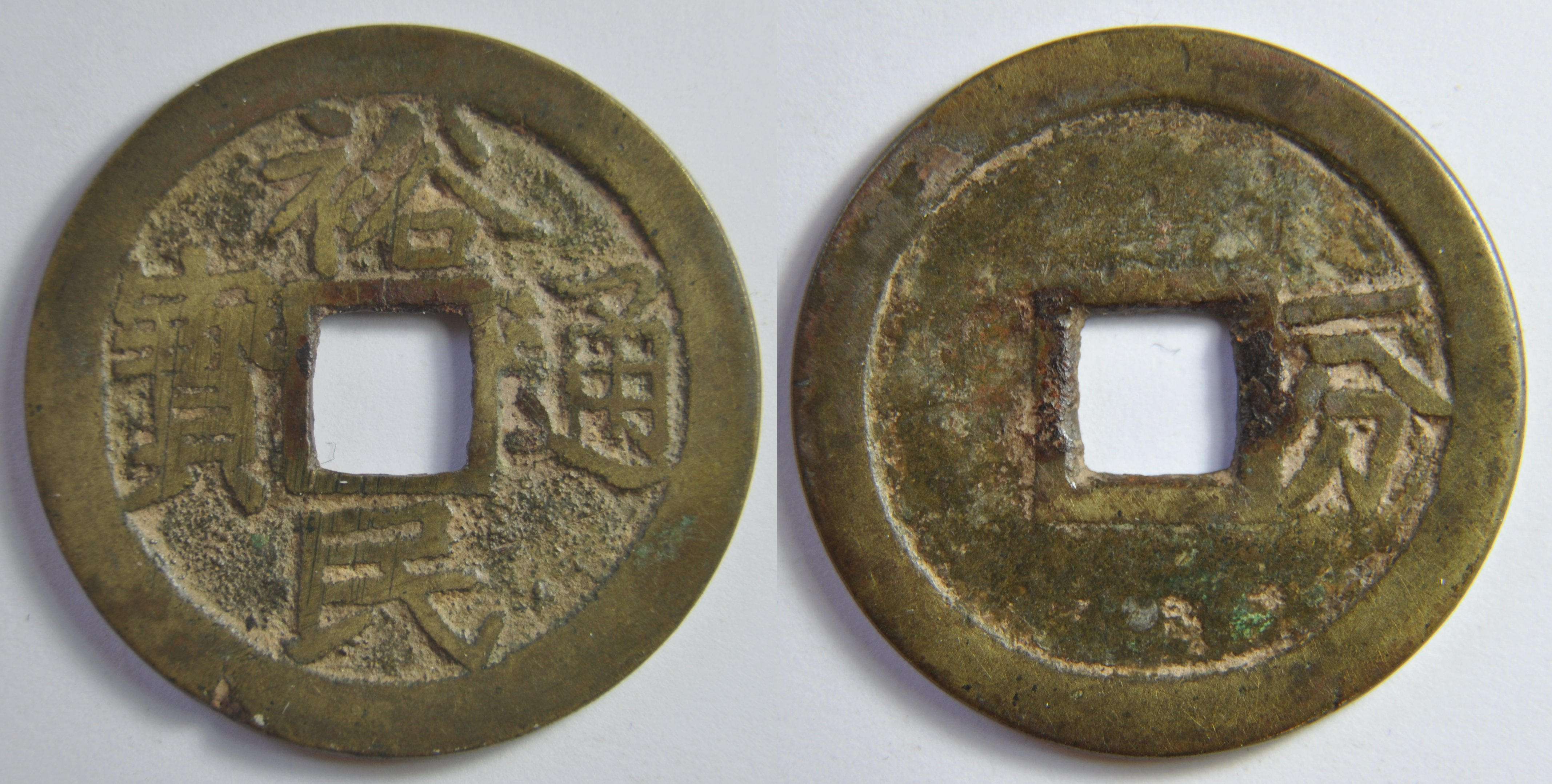
裕民通寶

耿精忠的年號「裕民」（1674年—1676年）見於李兆洛《紀元編》和葉維庚《紀元通考》，李崇智認為是耿精忠私鑄錢「裕民通寶」的錢號。

## 延伸阅读
[在维基数据编辑]
 《清史稿·卷474》，出自趙爾巽《清史稿》